# شعميط جابر (مشرحات)
شعميط جابر (بالفارسية: شعیمط جابر) هي قرية تقع في إيران في قسم مشرحات الريفي. يقدر عدد سكانها بـ 149 نسمة .